# Coleoxestia brevipennis
Coleoxestia brevipennis es una especie de escarabajo longicornio del género Coleoxestia, tribu Cerambycini, subfamilia Cerambycinae. Fue descrita científicamente por Bates en 1870.

## Descripción
Mide 25,4 milímetros de longitud.

## Distribución
Se distribuye por Brasil.